# Kiiwa Kasabuuli
Kiiwa Kasabuuli ist eine winzige Insel von Somalia. Sie gehört politisch zu Jubaland und geographisch zu den Bajuni-Inseln, einer Kette von Koralleninseln (Barriereinseln), welche sich von Kismaayo im Norden über 100 Kilometer bis zum Raas Kaambooni nahe der kenianischen Grenze erstreckt.

## Geographie
Die Insel liegt zusammen mit Kiyoojo Kaaji und Kiyoojo Lagooni im Norden in der Bucht von Juula. Nach Süden schließt sich Dargas an.

## Klima
Als Klima herrscht heißes Steppenklima mit Monsuneinfluss.